# Jozef Ninis
Jozef Ninis, född 28 juni 1981, är en slovakisk rodelåkare.

## Karriär
Ninis tävlade för Slovakien vid olympiska vinterspelen 2006 i Turin, där han slutade på 22:a plats i herrarnas singel. Vid olympiska vinterspelen 2010 i Vancouver slutade Ninis på 24:e plats i herrarnas singel. Vid olympiska vinterspelen 2014 i Sotji slutade han på 20:e plats i herrarnas singel. Ninis var även en del av Slovakiens lag tillsammans med Viera Gburová, Marian Zemaník och Jozef Petrulák som slutade på 10:e plats i lagstafetten.
Vid olympiska vinterspelen 2018 i Pyeongchang slutade Ninis på 25:e plats i herrarnas singel. Han var även en del av Slovakiens lag tillsammans med Katarína Šimoňáková, Marek Solčanský och Karol Stuchlák som slutade på 11:e plats i lagstafetten. Vid olympiska vinterspelen 2022 i Peking slutade Ninis på 21:a plats i herrarnas singel. Han var även en del av Slovakiens lag tillsammans med Katarína Šimoňáková, Tomáš Vaverčák och Matej Zmij som inte fullföljde lagstafetten.